# Нун (департамент)
Нун (фр. Noun) — один из 8 департаментов Западного региона Камеруна. Находится в восточной части региона, занимая площадь в 7687 км².
Административным центром департамента является город Фумбан (фр. Foumban). Граничит с департаментами: Буи, Донга-Мантунг (на севере), Майо-Баньо (на северо-востоке), Мбам и Ким (на востоке), Мбам и Инубу (на юге), Нде (на юго-западе), Нго-Кетунджиа (на северо-западе), Бамбутос, Кунг-Кхи и Мифи (на западе).

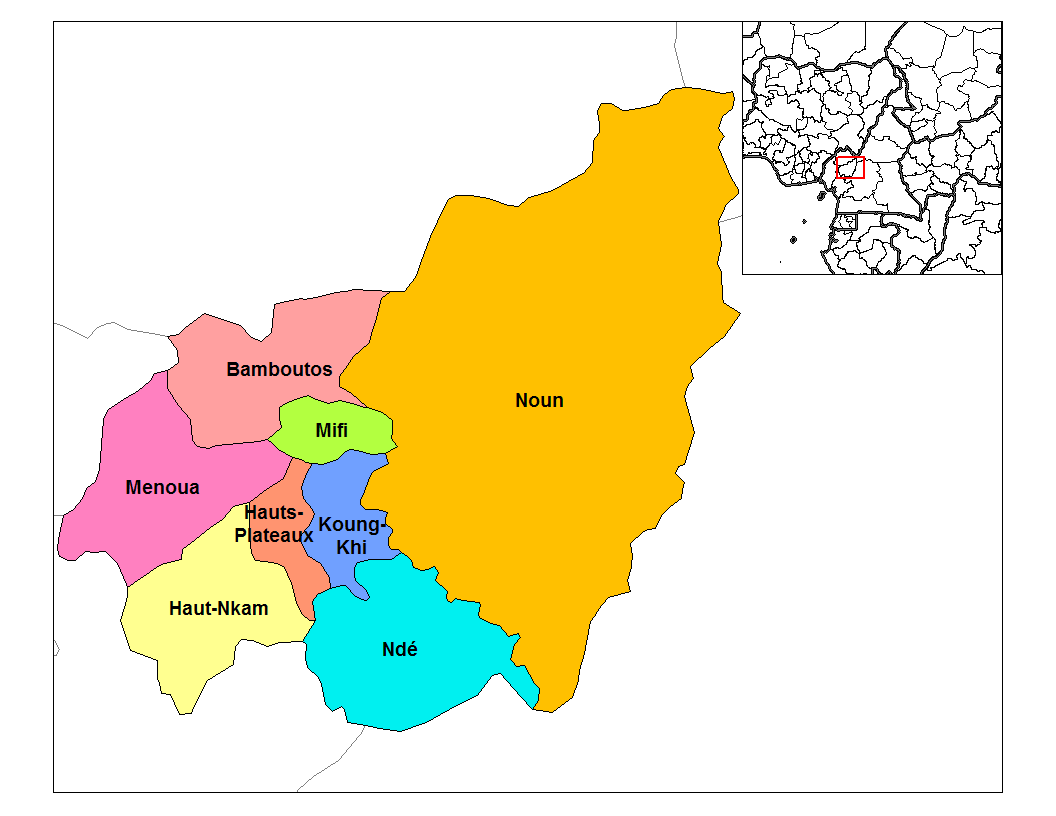
Департамент Нун на карте Западного региона

## Административное деление
Департамент Нун подразделяется на 8 коммун:
1. Бангурен (фр. Bangourain)
2. Фумбан (фр. Foumban) (городская коммуна)
3. Фумбо (фр. Foumbot)
4. Коуптамо (фр. Kouoptamo)
5. Кутаба (фр. Koutaba)
6. Магба (фр. Magba)
7. Малентуен (фр. Malentouen)
8. Массангам (фр. Massangam)
9. Нжимом (фр. Njimom)